# 卢维耶尔 (卡尔瓦多斯省)
卢维耶尔（法語：Louvières，法語發音：[luvjɛʁ] ⓘ）是法国卡尔瓦多斯省的一个旧市镇，属于巴约区。2017年，卢维耶尔与临近的3个市镇合并为新市镇福尔米尼拉巴塔耶。

## 地理
卢维耶尔（49°21'50"N, 0°55'8"W）面积4.19 平方千米，位于法国诺曼底大区卡爾瓦多斯省，该省份为法国西北部沿海省份，北濒大西洋英吉利海峡，东北与滨海塞纳省以海上边界相接，东临厄尔省，南至奧恩省，西与芒什省接壤。
与卢维耶尔接壤的市镇（或旧市镇、城区）包括：贝桑地区阿涅尔、昂格莱斯克维尔-拉佩尔塞、福尔米尼、滨海维耶维尔。

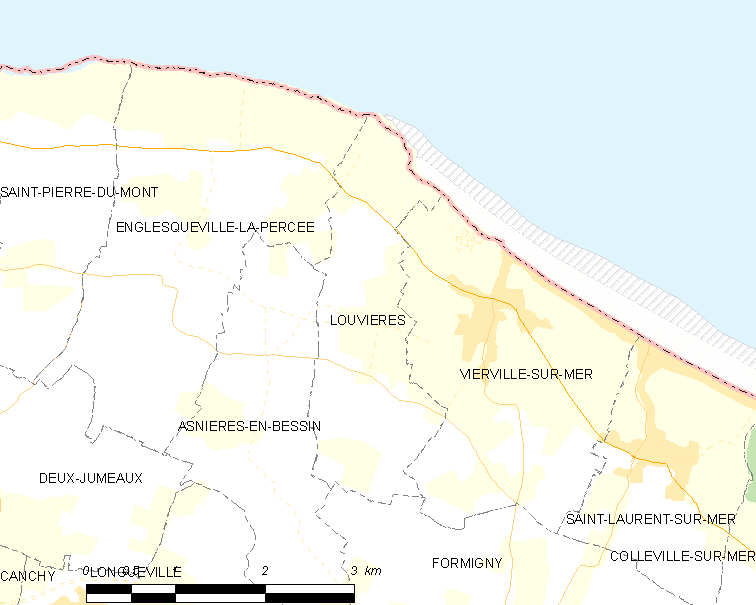
的OSM定位图

卢维耶尔的时区为UTC+01:00、UTC+02:00（夏令时）。

## 行政
卢维耶尔的邮政编码为14710，INSEE市镇编码为14382。

## 政治
卢维耶尔所属的省级选区为特雷维耶尔县。

## 人口

1962-2008年间人口变化图示

卢维耶尔于2018年1月1日时的人口数量为70人。